# 小行星5898
小行星5898是一颗围绕太阳公转的小行星。1985年5月23日，艾倫·C·吉爾摩、潘蜜拉·M·基爾馬汀在蒂卡普湖发现了此天体。
这颗小行星的绝对星等为165.0461059624771等。